# When Christ and His Saints Slept
When Christ and His Saints Slept – powieść historyczna autorstwa Sharon Kay Penman opublikowana w 1995, pierwsza część trylogii poświęconej Plantagenetom. Jej kolejnymi częściami są Time and Chance i Devil’s Brood.

## Zarys akcji
When Christ and His Saints Slept przedstawia początki dynastii Plantagentów. Związane jest z rywalizacją o angielski tron między kuzynami − Stefanem z Blois i cesarzową Matyldą, która starała się o koronę dla swojego syna Henryka Plantageneta.

## Oddźwięk
Publishers Weekly pozytywnie ocenił When Christ and His Saint Slept. Książka została uznana za „wspaniałe połączenie historii i człowieczeństwa”, w którym Penman w przekonujący sposób przedstawiła „skomplikowanych polityków” z wyrazistymi charakterami. Mimo oparcia na prawdzie historycznej − królowa Matylda i król Stefan są głównymi bohaterami − Penman zadbała o „znakomity dodatek” w postaci fikcyjnego Ranulfa.  Jedyny zarzut dotyczył epoki, w której toczy się akcja (Anglia w XII wieku), której „brakuje epickiego potencjału”. Książka została wydana w 75 000 egzemplarzach.